# Бобровка (Верхнесалдинский городской округ)
Бобровка — посёлок в Верхнесалдинском городском округе Свердловской области. Управляется территориальной администрацией посёлка Басьяновский.

## География
Населённый пункт расположен в долине реки Бобровка в 20 километрах на северо-восток от административного центра округа — города Верхняя Салда.

### Часовой пояс
Бобровка, как и вся Свердловская область, находится в часовой зоне МСК+2. Смещение применяемого времени относительно UTC составляет +5:00.

## Население
| 2002 | 2010 | 2021 |
| ---- | ---- | ---- |
| 34   | ↘26  | ↘15  |

## Инфраструктура
Посёлок разделён на шесть улиц (1 Мая, Железнодорожная, Кирова, Лесорубов, Набережная, Пушкина).